# Ветлянка (приток Илека)
Ветлянка — река в России, протекает по Оренбургскому и Соль-Илецкому районам Оренбургской области. Длина реки составляет 43 км.
Начинается между горами Высокая и Лебедева, течёт в юго-западном направлении по открытой местности. В среднем и нижнем течении протекает по оврагу с крутыми берегами. Восточнее населённого пункта Землянский меняет направление течения на юго-восточное. В низовьях реки — населённый пункт Ветлянка. Устье реки находится в 222 км по правому берегу реки Илек на высоте около 99 м над уровнем моря.
Основные притоки — Канисай (лв, впадает в 15 км от устья) и Мокрый Овраг (пр).

## Данные водного реестра
По данным государственного водного реестра России относится к Уральскому бассейновому округу, водохозяйственный участок реки — Илек. Речной бассейн реки — Урал (российская часть бассейна).
Код объекта в государственном водном реестре — 12010000912112200008536.